# Луру-Одман
Луру́-Одма́н (фр. Louroux-Hodement) — коммуна во Франции, находится в регионе Овернь. Департамент коммуны — Алье. Входит в состав кантона Эриссон. Округ коммуны — Монлюсон.
Код INSEE коммуны — 03153.

## Население
Население коммуны на 2008 год составляло 351 человек.
| 1962 | 1968 | 1975 | 1982 | 1990 | 1999 | 2008 |
| ---- | ---- | ---- | ---- | ---- | ---- | ---- |
| 412  | 412  | 371  | 294  | 280  | 293  | 351  |

## Экономика
В 2007 году среди 266 человек в трудоспособном возрасте (15—64 лет) 180 были экономически активными, 86 — неактивными (показатель активности — 67,7 %, в 1999 году было 67,4 %). Из 180 активных работали 117 человек (69 мужчин и 48 женщин), безработных было 63 (38 мужчин и 25 женщин). Среди 86 неактивных 26 человек были учениками или студентами, 10 — пенсионерами, 50 были неактивными по другим причинам.

## Достопримечательности
- Церковь Св. Иоанна Крестителя (XII век) из красного песчаника
- Область менгиров